# Isabella
Isabella är ett kvinnonamn av italienskt ursprung (och i sin tur en variant av det spanska Isabel) som antas vara en form av Elisabet. I almanackan är stavningen av tradition Isabella och den har använts i Sverige sedan 1500-talet, medan den franska stavningsvarianten Isabelle som dök upp i slutet av 1800-talet idag är lika vanlig. Namnet kan även stavas Isabela. 
Den 31 december 2008 fanns det totalt 10 254 personer i Sverige med namnet, varav 5 482 med det som tilltalsnamn.
Vid samma tidpunkt fanns det 10 471 personer som med förnamnet Isabelle, varav 6 541 hade det som tilltalsnamn.
År 2003 fick 452 flickor namnet Isabella, varav 287 fick det som tilltalsnamn. Andra varianter är Isabel, Izabel, Izabelle och Izabella.
Namnsdag: 30 oktober tillsammans med Elsa (sedan 2001. Dessförinnan på 31 maj sedan 1901). I den finlandssvenska namnsdagslängden har Isabella namnsdag 11 februari sedan 1950 och Isabel sedan 2015.
Ett vanligt smeknamn för personer med Isabella som tilltalsnamn är Bella.

## Personer med namnet Isabella eller varianter av det
- Isabella I av Kastilien, drottning och gift med Ferdinand II av Aragonien
- Isabella II av Spanien, drottning av Spanien
- Isabella "Elisabet" av Österrike, drottning av Danmark, Norge och Sverige
- Isabelle Adjani, fransk skådespelerska
- Isabel Allende, chilensk författare
- Isabelle Arnfjell, svensk singer/songwriter
- Isabelle Aubret, fransk sångerska
- Isabelle de Charrière, holländsk författare
- Isabella di Morra, italiensk poet
- Isabella Bird, brittisk upptäcktsresande, författare, fotograf och naturalist
- Isabelle Dinoire, den första personen att få en ansiktstransplantation
- Isabella Discalzi Mazzoni, italiensk skulptör
- Isabelle Eberhardt, schweizisk upptäcktsresande
- Isabelle Erkendal, svensk sångerska
- Isabella d'Este, italiensk regent
- Isabelle Gulldén, svensk handbollsspelare
- Isabelle Huppert, fransk skådespelerska
- Isabella Johansdotter av Sverige, dotter till Johan III och Katarina Jagellonica
- Isabella Kaliff, svensk skådespelare
- Isabella Leonarda, italiensk kompositör
- Isabella Lövin, svensk politiker (MP), författare och journalist
- Isabella Neville, engelsk adelskvinna, dotter till Rikard Neville, earl av Warwick
- Isabella Rossellini, skådespelare och fotomodell
- Izabella Scorupco (Isabella Skorupko), polsk/svensk fotomodell och skådespelerska
- Isabella av Angoulême, vasallmonark av Angoulême och drottning av England
- Isabella av Aragonien (1247-1271), drottning av Frankrike
- Isabella av Aragonien (1470-1524), hertiginna av Milano
- Isabella av Bayern, drottning av Frankrike
- Isabella av Brasilien, tronarvtagare och regent av Brasilien
- Isabella av Frankrike, drottning av England
- Isabella av Hainaut, drottning av Frankrike
- Isabella av Valois, fransk prinsessa
- Prinsessan Isabella av Danmark, dansk prinsessa född 2007

## Fiktiva figurer med namnet Isabella eller varianter av det
- Isabelle Andersson, fiktiv figur i Suneserien, Sunes lillasyster
- Isabella Garcia-Saphiro, karaktär i Disney-serien Phineas & Ferb
- Isabella Swan, en av huvudkaraktärerna i Twilight